# Elementaire reactie
Een elementaire reactie is een chemische reactie waarin 1 of meerdere reagentia onmiddellijk en zonder vorming van intermediairen reageren tot reactieproducten. Tijdens de reactie treedt slechts 1 transitietoestand op. Complexe reacties (zoals de radicalaire halogenering) bestaan uit meerdere elementaire reacties die samen een reactiemechanisme genoemd worden. Bij elementaire reacties zijn de reactieorde, de moleculariteit en de stoichiometrische coëfficiënt numeriek gelijk aan elkaar, alhoewel hun theoretische achtergrond sterk verschilt.
Formeel kan een unimoleculaire elementaire reactie als volgt worden voorgesteld:
{\displaystyle {\mbox{A}}\ \longrightarrow \ \sum {\mbox{P}}}
Tal van ontledingsreacties volgen dit schema. De reactiesnelheid van dit soort reacties is evenredig met de concentratie van het reagens A (de evenredigheidsconstante k wordt de reactiesnelheidsconstante genoemd):
{\displaystyle v=-{\frac {\mathrm {d[A]} }{\mathrm {d} t}}=k[{\mbox{A}}]}
In een bimoleculaire reactie reageren twee deeltjes (moleculen, atomen, ionen of radicalen) met elkaar:
{\displaystyle {\mbox{A + B}}\ \longrightarrow \ \sum {\mbox{P}}}
De reactiesnelheid van deze reactie is evenredig met het product van de concentraties van beide reagentia:
{\displaystyle v=-{\frac {\mathrm {d[A]} }{\mathrm {d} t}}=-{\frac {\mathrm {d[B]} }{\mathrm {d} t}}=k[{\mbox{A}}][{\mbox{B}}]}
Een bimoleculaire reactie kan ook plaatsvinden tussen twee gelijke entiteiten:
{\displaystyle {\mbox{A + A}}\ \longrightarrow \ \sum {\mbox{P}}}
{\displaystyle v=-{\frac {\mathrm {d[A]} }{2\mathrm {d} t}}=k[{\mbox{A}}]^{2}}
Termoleculaire elementaire reacties zijn zeldzaam, omdat de drie botsende deeltjes voldoende kinetische energie moeten bezitten, in de juiste richting moeten botsen en samen moeten botsen. Dit treedt slechts zelden op.